# Mistrzostwa Świata w Biegach Ulicznych 2006

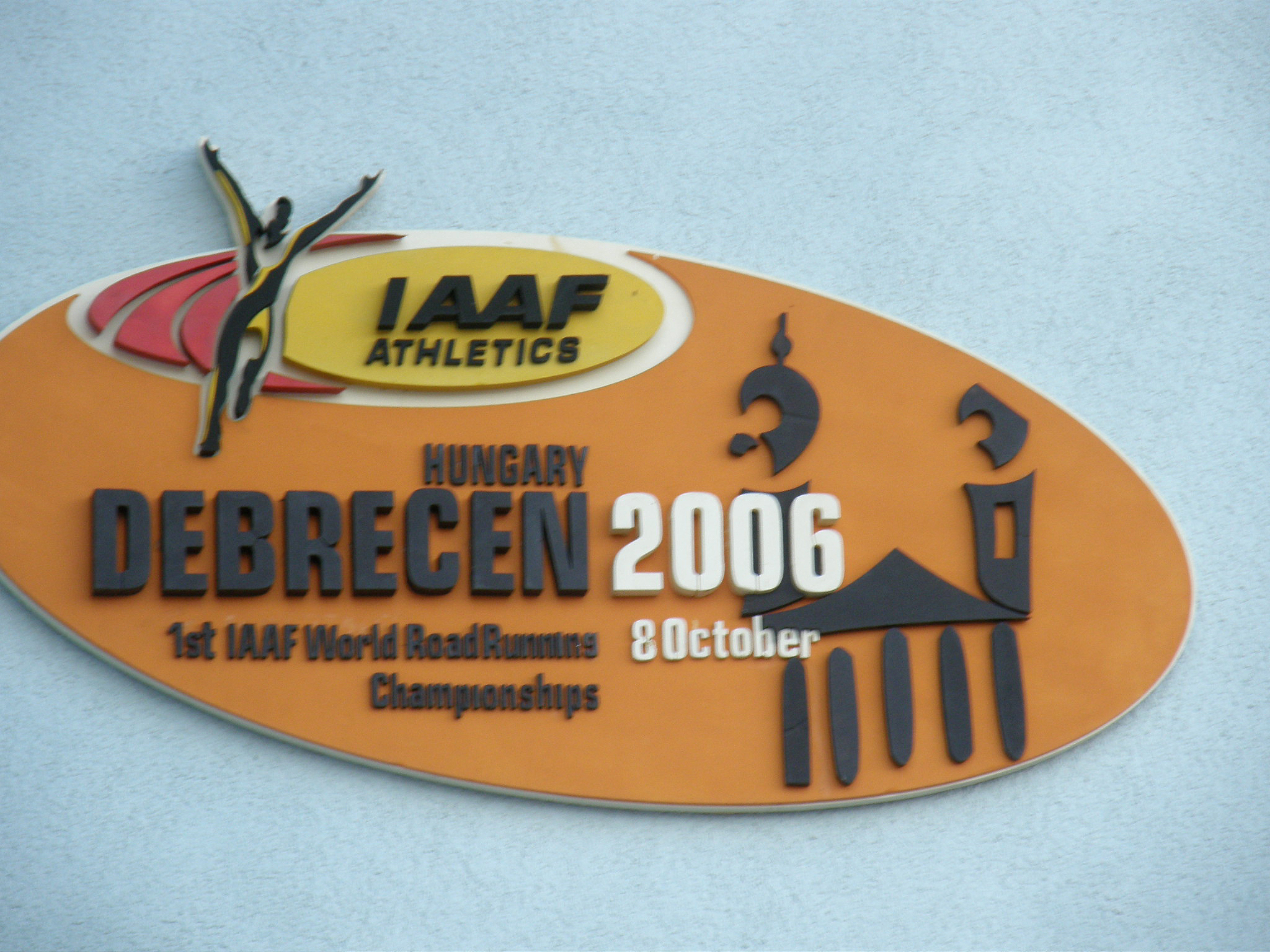
Logo mistrzostw

1. Mistrzostwa Świata w Biegach Ulicznych – zawody, które odbyły się 8 października 2006 w Debreczynie (Węgry). Mistrzostwa te zostały zorganizowane przez IAAF, jak również zastąpiły mistrzostwa świata w półmaratonie, które były organizowane w latach 1992–2005.
Rywalizowano na dystansie 20 kilometrów, w konkurencji indywidualnej i drużynowej kobiet i mężczyzn. W konkurencji drużynowej uwzględniano czas najlepszych trzech zawodników danego państwa. W mistrzostwach wzięło udział 83 zawodników i 57 zawodniczek, w tym dwoje reprezentantów Polski.

## Rezultaty

### Mężczyźni

#### Indywidualnie
| M   | Państwo | Zawodnik             | Czas    |
| --- | ------- | -------------------- | ------- |
| 1   | Erytrea | Zersenay Tadese      | 56:01   |
| 2   | Kenia   | Robert Kipchumba     | 56:41   |
| 3   | Kenia   | Wilson Kebenei       | 57:15   |
| 4   | Uganda  | Wilson Busienei      | 57:21   |
| 5   | Kenia   | Wilfred Taragon      | 57:22   |
| 6   | Etiopia | Deriba Ejigu         | 57:27   |
| 7   | Etiopia | Tadesse Woldegebrel  | 57:27   |
| 8   | Katar   | Mubarak Hassan Shami | 57:33   |
| --- | –       | –                    | ---     |
| 38  | Polska  | Henryk Szost         | 1:00:51 |

#### Drużynowo
| M | Państwo           | Zawodnicy                                                                                     | Czasy indywidualne                        | Czas łączny |
| - | ----------------- | --------------------------------------------------------------------------------------------- | ----------------------------------------- | ----------- |
| 1 | Kenia             | Robert Kipchumba Wilson Kebenei Wilfred Taragon Fred Tumbo Patrick Musyoki                    | 56:41 57:15 57:22 (59:07) (59:54)         | 2:51:18     |
| 2 | Erytrea           | Zersenay Tadese Yonas Kifle Testayohannes Mesfen Kahsan Kidane Yared Asmerom                  | 56:01 57:49 59:29 (1:01:34) (NU)          | 2:53:19     |
| 3 | Etiopia           | Deriba Ejigu Tadesse Woldegebrel Demssew Abebe Solomon Asfaw Lishan Fanta                     | 57:27 59:23 (1:03:48) (NU)                | 2:54:17     |
| 4 | Katar             | Mubarak Hassan Shami Essa Ismail Rashed Gamal Belal Salem Sultan Khamis Zaman Nicholas Kemboi | 57:33 58:31 58:55 (1:00:07) (NU)          | 2:54:59     |
| 5 | Uganda            | Wilson Busienei Martin Toroitich James Kibet Alex Malinga                                     | 57:21 58:26 59:40 (1:03:06)               | 2:55:27     |
| 6 | Stany Zjednoczone | Ryan Hall Andrew Carlson Max King Joseph Driscoll Fernando Cabada                             | 57:54 1:00:12 1:00:26 (1:02:11) (1:03:52) | 2:58:32     |
| 7 | Francja           | James Theuri Ali Ouadi Ibrahim Fouliyeh Simon Munyitu                                         | 59:11 1:00:15 1:00:53 (1:03:00)           | 3:00:09     |
| 8 | Japonia           | Kazuo Ietani Masayuki Tomura Masatoshi Ibata Tomonori Michikata Kazuyoshi Shimozato           | 59:56 1:00:24 1:00:30 (1:02:29) (1:03:03) | 3:00:50     |

NU – nie ukończył

### Kobiety

#### Indywidualnie
| M   | Państwo  | Zawodniczka         | Czas    |
| --- | -------- | ------------------- | ------- |
| 1   | Holandia | Lornah Kiplagat     | 1:03:21 |
| 2   | Rumunia  | Constantina Tomescu | 1:03:23 |
| 3   | Kenia    | Rita Jeptoo         | 1:03:47 |
| 4   | Etiopia  | Dire Arissi         | 1:05:16 |
| 5   | Kenia    | Edith Masai         | 1:05:21 |
| 6   | Japonia  | Kayoko Fukushi      | 1:05:32 |
| 7   | Japonia  | Yurika Nakamura     | 1:05:36 |
| 8   | Ukraina  | Natalija Berkut     | 1:05:42 |
| --- | –        | –                   | ---     |
| 32  | Polska   | Justyna Bąk         | 1:09:48 |

#### Drużynowo
| M | Państwo  | Zawodniczki                                                                       | Czasy indywidualne                          | Czas łączny |
| - | -------- | --------------------------------------------------------------------------------- | ------------------------------------------- | ----------- |
| 1 | Kenia    | Rita Jeptoo Edith Masai Eunice Jepkorir                                           | 1:03:47 1:05:21 1:06:47                     | 3:15:55     |
| 2 | Etiopia  | Dire Arissi Teyba Wako Ashu Rabo Mulu Seyfu                                       | 1:05:16 1:06:15 1:07:19 (1:08:59)           | 3:18:50     |
| 3 | Japonia  | Kayoko Fukushi Yurika Nakamura Ryoko Kizaki Masamu Sakata                         | 1:05:32 1:05:36 1:07:52 (1:08:13)           | 3:19:00     |
| 4 | Rumunia  | Constantina Tomescu Luminița Talpoș Lidia Șimon Adriana Pirtea Paula Todoran      | 1:03:23 1:07:11 1:09:22 (1:09:30) (1:09:57) | 3:19:56     |
| 5 | Rosja    | Gulnara Wygowska Natalia Kurbatowa Irina Timofiejewa Olesia Syriewa Alina Iwanowa | 1:06:30 1:06:33 1:07:10 (1:08:14) (1:08:27) | 3:20:13     |
| 6 | Węgry    | Anikó Kálovics Simona Staicu Beáta Rakonczai Petra Teveli Zsuzsanna Vajda         | 1:06:20 1:08:17 1:08:38 (1:13:24) (1:18:56) | 3:23:15     |
| 7 | Holandia | Lornah Kiplagat Selma Borst Merel de Knegt                                        | 1:03:21 1:10:37 1:02:32                     | 3:26:30     |
| 8 | Włochy   | Gloria Marconi Silvia Sommaggio Ivana Iozzia Stefania Benedetti                   | 1:09:05 1:09:33 1:10:27 (1:12:57)           | 3:29:05     |